# Алфјери (Падова)
Алфјери (итал. Alfieri) је насеље у Италији у округу Падова, региону Венето.
Према процени из 2011. у насељу је живело 23 становника. Насеље се налази на надморској висини од 3 м.